# ホース・ソルジャー
『ホース・ソルジャー』（原題: 12 Strong）は、2018年制作のアメリカ合衆国の戦争映画。
アメリカ同時多発テロ事件直後のアフガニスタン戦争において、アメリカ最初の反撃として総勢約5万人のタリバン軍に対し、わずか12人で北部同盟と共にそれも馬に乗って戦い、わずか3週間でマザーリシャリーフを奪還したアメリカ陸軍特殊部隊員の実話の映画化。
この実話は、ダグ・スタントンの『ホース・ソルジャー』ハヤカワ書房から2010年に邦訳が出ている。2018年に上下巻に分けて文庫化された。
監督のニコライ・フルシーはナイキやソニーのスタイリッシュなCMで知られ、またコソボ紛争を追った報道写真家の経歴も持ち、これが初監督映画である。

## あらすじ
2001年9月11日、アルカイダによるアメリカ同時多発テロ事件のその翌日、アメリカ軍は反撃することを決定する。
そこで、元アメリカ軍特殊部隊の「ODA595」だったが、内勤を希望したことによりODA595を解散させてしまったミッチ・ネルソン大尉は、最も危険な対テロ戦争の最前線部隊を志願し、解散状態から復活したODA595での特殊作戦の隊長に任命される。しかし、わずか12人でアフガニスタンへ乗り込むのはほぼ死にに行くようなものであったが、ネルソン大尉は生きて帰ることをマルホランド大佐に約束した。
アフガニスタンに詳しい反タリバンの地元勢力を率いる北部同盟のドスタム将軍と手を結び、テロ集団アルカイダの拠点マザーリシャリーフを制圧することを命じられた。しかし、11月になれば雪が降り始め、峠は交通が途絶え軍事行動は不可能になるため、制圧にかけられる期間は3週間という極めて少ない期間だった。だが、現地に着いた彼らに、次々と予期せぬ危機が襲いかかる。12人の部隊に対して敵の数はまさかの5万人、最新の武器も揃えており装備でもアルカイダのほうが勝っていた。しかも、彼らは米兵の命に高額の懸賞金をかけていた。
さらに、将軍から険しい山岳地帯で勝利を収めるための最大の武器は、ほとんどの隊員が1度も乗ったことのない“馬”だと言い渡される。

## キャスト
※括弧内は日本語吹替
- ミッチ・ネルソン - クリス・ヘムズワース（三宅健太）

大尉。
- ハル・スペンサー - マイケル・シャノン（斉藤次郎）

准尉。自分のチームは経験豊富だと自信を持つ。
- サム・ディラー - マイケル・ペーニャ（石上裕一）

度胸が人一倍ある。
- ドスタム将軍 - ナヴィド・ネガーバン（江川央生）

ネルソンの度胸と統率力に一目置くようになる。ウズベク人。55歳。
- ベン・マイロ - トレヴァンテ・ローズ（川原元幸）

隊員。
- ショーン・コファーズ - ジェフ・スタルツ（俊藤光利）

隊員。
- バーン・マイケルズ - サッド・ラッキンビル（谷内健）

電波の仕組みに詳しい。
- バワーズ - ロブ・リグル（山野井仁）

中佐。
- マルホランド - ウィリアム・フィクナー（北島善紀）

大佐。
- ジーン・ネルソン - エルサ・パタキー（もりなつこ）

ミッチの妻。
- フレッド・フォールズ - オースティン・ストウェル

隊員。
- ブライアン - テイラー・シェリダン

デイラー達の暴力的な態度に辟易する。
- その他の日本語吹き替え ‐ 赤坂柾之、櫻井慎二朗、中野泰佑、田所陽向、荒井勇樹、時永洋、早川毅、阿部竜一、仲村かおり、松浦裕美子、上住谷崇、ふじたまみ

## 製作

### 企画
2011年12月2日、ジェリー・ブラッカイマーがテッド・タリーとピーター・クレイグの脚本の映画化に意欲を見せており、ニコライ・フルシーを監督に起用する意向であるとの報道があった。2016年3月29日、本作の製作が正式に始まったと報じられた。

### キャスティング
2016年9月30日、クリス・ヘムズワースとマイケル・シャノンがキャスト入りしたと報じられた。11月1日、マイケル・ペーニャが本作に出演するとの報道があった。3日、トレヴァンテ・ローズの出演が決まった。14日、オースティン・ストウェルが起用されたと報じられた。15日、オースティン・エベールとベン・オトゥールがキャスト入りした。17日、ナヴィド・ネガーバンが本作に出演することになったとの報道があった。12月、エルサ・パタキーの出演が決まった。2017年2月3日、ロブ・リグルとマックス・バワーズの出演が決まったと報じられた。

### 撮影
本作の主要撮影は2017年1月にニューメキシコ州で始まった。ロケはソコロやアラモゴードなどで行われた。なお、野営地でのシーンの撮影は傭兵部隊の設備を借りて行われた。

## 興行収入
本作は『ザ・アウトロー』と『Forever My Girl』と同じ週に封切られ、公開初週末に1500万ドルから2000万ドルを稼ぎ出すと予想されていたが、この予測は的中した。2018年1月19日、本作は全米3002館で封切られ、公開初週末に1581万ドルを稼ぎ出し、週末興行収入ランキング初登場2位となった。

## 評価
映画批評集積サイトのRotten Tomatoesには135件のレビューがあり、批評家支持率は55%、平均点は10点満点で5.6点となっている。サイト側による批評家の見解の要約は「『ホース・ソルジャー』には優れた俳優たちと高尚な製作意図、スリル、実話に基づく物語がある。それらのお陰で、本作は深みのなさと大味感という欠点を相殺できている。」となっている。また、Metacriticには43件のレビューがあり、加重平均値は54/100となっている。なお、本作のCinemaScoreはAとなっている。

## 史実との相違
劇中でラシッド・ドスタム将軍について「16歳でソ連軍と戦いはじめ…」と紹介されるが実際にはアフガニスタン人民民主党員であり共産政権の軍人としてソ連軍とともにムジャヒディンと戦い軍功を挙げ、彼が率いていた軍閥は旧共産政権の残党ともいえる勢力だった。